# Glöd (tidskrift)
Glöd var en svensk ungdomstidning som gavs ut av Statens folkhälsoinstitut och riktade sig till läsare mellan 13 och 19 år. Första numret gavs ut 1990. Tidningens syfte var att stärka ungdomars självkänsla, identitet och hälsa.[källa behövs] Glöd var gratis och hade en upplaga på cirka 90 000 exemplar. Den beställdes huvudsakligen av skolor och ungdomsmottagningar men fanns också på fritidsgårdar, behandlingshem och bibliotek. Tidningen lades ned 2009.